# Taconnay
Taconnay ist eine französische Gemeinde mit 72 Einwohnern (Stand 1. Januar 2022) im Département Nièvre in der Region Bourgogne-Franche-Comté (vor 2016 Bourgogne). Sie gehört zum Arrondissement Clamecy und zum Kanton Corbigny.

## Geographie
Taconnay liegt etwa 45 Kilometer nordöstlich von Nevers am Rande des Morvan. Umgeben wird Taconnay von den Nachbargemeinden von Beuvron im Norden, Grenois im Osten, Brinon-sur-Beuvron im Süden, Chevannes-Changy im Südwesten und Westen sowie Parigny-la-Rose im Westen und Nordwesten.

## Bevölkerungsentwicklung
| Jahr                       | 1962 | 1968 | 1975 | 1982 | 1990 | 1999 | 2006 | 2011 | 2020 |
| Einwohner                  | 123  | 107  | 92   | 68   | 84   | 80   | 74   | 73   | 73   |
| Quellen: Cassini und INSEE |      |      |      |      |      |      |      |      |      |

## Sehenswürdigkeiten

Kirche Saint-Fiacre

- Kirche Saint-Fiacre